# Nyctinomops femorosaccus
Nyctinomops femorosaccus is een zoogdier uit de familie van de bulvleermuizen (Molossidae). De wetenschappelijke naam van de soort werd voor het eerst geldig gepubliceerd door Merriam in 1899.

## Voorkomen
De soort komt voor in Mexico en de Verenigde Staten.